# Ajlabún
Ajlabún (hebrejsky עֵילַבּוּן‎, arabsky عيلبون‎, v oficiálním přepisu do angličtiny Eilabun) je místní rada (malé město) v Izraeli, v Severním distriktu.

## Geografie
Leží v nadmořské výšce 194 metrů v údolí Bejt Netofa v Dolní Galileji, cca 17 kilometrů severovýchodně od Nazaretu, cca 103 kilometrů severovýchodně od centra Tel Avivu a cca 38 kilometrů východně od centra Haify.
Nachází se v hustě zalidněném a zemědělsky intenzivně využívaném pásu. Osídlení v tomto regionu je smíšené. Vlastní město je osídleno izraelskými Araby a další arabská sídla leží v blízkém okolí. Židovská sídla jsou zde většinou jen v podobě malých vesnic. Oblast s demografickou převahou židů začíná na východní straně, směrem ke Galilejskému jezeru a městu Tiberias. Ajlabun je na dopravní síť napojen pomocí dálnice číslo 65, která vede z Afuly do oblasti Galilejského jezera. Z této komunikace zde odbočuje lokální silnice číslo 806. Jižně od obce leží Národní park Sde Amudim.

## Dějiny
Ajlabún založili v 17. století křesťanští Arabové, kteří sem přesídlili z nedaleké vesnice Dejr Channa. Už předtím zde existovala počátkem letopočtu židovská vesnice Ajlabo (עיילבו) zmiňovaná v Talmudu a Mišně[zdroj⁠?!]. Ve středověku sem mířili židovští poutníci na cestě k hrobu rabína Matja ben Chereše (רבי מתיא בן חרש‎). Francouzský cestovatel Victor Guérin popisuje obec koncem 19. století jako malou vesnici s cca 100 obyvateli.
Ajlabún byl stejně jako celá centrální Galilea dobyt izraelskou armádou během první arabsko-izraelské války v říjnu 1948 v rámci Operace Chiram. 14 místních obyvatel bylo po dobytí vesnice zabito. Arabské prameny hovoří o Ajlabúnském masakru. Zbylí obyvatelé byli vysídleni do Libanonu. V roce 1949 jim ale byl dovolen návrat. Z Ajlabúnu pochází Hana Sweid, bývalý starosta této obce - od roku 2006 poslanec Knesetu za levicovou stranu Chadaš.
Od 60. let 20. století vede v blízkosti obce Národní rozvaděč vody, který nad obcí naplňuje umělou vodní nádrž Ma'agar Calmon, pak vede okolo vlastního Aljabúnu tunely a poté se rozlévá do umělého koryta v údolí Bejt Netofa. Jde o nejvyšší bod Národního rozvaděče vody.
V roce 1973 byla vesnice povýšena na místní radu (malé město).

## Demografie
Ajlabún je etnicky čistě arabské město. Podle údajů z roku 2009 tvořili naprostou většinu obyvatel izraelští Arabové - cca 4800 osob. Podle údajů z roku 2005 tvořili 71,3 % obyvatel arabští křesťané (maronité) a 28,7 % arabští muslimové.
Jde o menší sídlo městského typu (byť zástavba má zejména na okrajích obce rozvolněný a spíše venkovský ráz) s dlouhodobě rostoucí populací. K 31. prosinci 2015 zde žilo 5600 lidí.
| Rok            | 1922 | 1945 | 1950 | 1961 | 1983 | 1972 | 1995 | 2004 | 2005 | 2006 | 2007 | 2008 | 2009 | 2010 | 2011 | 2012 | 2013 | 2014 | 2015 |
| -------------- | ---- | ---- | ---- | ---- | ---- | ---- | ---- | ---- | ---- | ---- | ---- | ---- | ---- | ---- | ---- | ---- | ---- | ---- | ---- |
| Počet obyvatel | 319  | 550  | 675  | 1011 | 1506 | 2257 | 3252 | 4223 | 4421 | 4556 | 4676 | 4762 | 4826 | 4900 | 5000 | 5200 | 5300 | 5400 | 5600 |

* údaje od roku 2010 zaokrouhleny na stovky